# Karl Altmann (Eishockeyspieler)
Karl „Charly“ Altmann (* 7. Februar 1959 in Landshut) ist ein ehemaliger deutscher Eishockeyspieler, der auf der Position des Verteidigers spielte. In der 1. Bundesliga stand er beim EV Landshut, dem Berliner SC und dem Schwenninger ERC unter Vertrag.

## Karriere
Karl Altmann ging in der Saison 1979/80 für den EV Landshut in der 1. Bundesliga aufs Eis. Die folgenden zwei Spielzeiten absolvierte er beim Berliner Schlittschuhclub, bevor er von 1982 bis 1994 für den Schwenninger ERC die Schlittschuhe schnürte. Für die Schwarzwälder bestritt er insgesamt 477 Ligaspiele in der 1. Bundesliga und ist damit einer der Spieler mit den meisten Einsätzen in der Geschichte des Schwenninger Eishockeys. Zudem verpasste er von 1990 bis 1992 zwei Spielzeiten in Folge kein Spiel, was neben ihm nur Earl Spry gelang.
In der Saison 1995/96 spielte Altmann für den EC Stuttgart in der 2. Liga Süd und in der Folgesaison für deren Ligakonkurrenten Schwenninger Fire Wings, die zweite Mannschaft seines langjährigen Arbeitgebers Schwenninger ERC. 
Seit 1992 betreibt Karl Altmann in Villingen-Schwenningen ein Baubüro. Seine Rückennummer 21 wurde von den Schwenninger Wild Wings gesperrt und wird damit an keinen Spieler des Vereins mehr vergeben.